# Le Fou (film, 1970)
Pour les articles homonymes, voir Le Fou.
Pour plus de détails, voir Fiche technique et Distribution.
Le Fou est un film suisse réalisé par Claude Goretta et sorti en 1970.

## Fiche technique
- Titre : Le Fou
- Réalisation : Claude Goretta
- Scénario : Claude Goretta
- Photographie : Jean Zeller
- Son : Marcel Sommerer
- Production : Groupe 5 - Télévision suisse romande
- Pays d'origine :  Suisse
- Durée : 87 minutes
- Date de sortie : Suisse - 2 octobre 1970

## Distribution
- François Simon
- Camille Fournier
- Arnold Walter
- Pierre Walker
- André Neury
- Jean Claudio
- Frédérique Meininger
- Jean-Luc Bideau

## Sélections
- Festival de Cannes 1971
- Journées cinématographiques de Soleure 1971